# Pixie, Dixie y el gato Jinks
Pixie, Dixie y el gato Jinks (en inglés original Pixie and Dixie and Mr. Jinks) es una serie de animación editada para televisión y producida por los estudios de animación de Hanna-Barbera. Fue emitida por las emisoras de televisión sindicadas estadounidenses en 1958 conjuntamente con los episodios de Huckleberry Hound y del Oso Yogui. Las tres series formaban El Show de Huckleberry Hound, show que se siguió emitiendo hasta 1961.

## Argumento
La trama de Pixie, Dixie y el gato Jinks guarda cierto parecido con el de la serie de Tom y Jerry; pero con un nivel de violencia menor. Los ratones, hartos de ser perseguidos por el gato con una escoba mojada,  siempre están pensando ideas para vengarse del gato y poder conseguir el queso que tanto ansían. Por otra parte Pixie, Dixie y Jinks sí pueden hablar, mientras que Tom y Jerry no. De hecho, la serie se apoya más en los diálogos que en la acción, debido a lo reducido del presupuesto. Un elemento importante de la trama consiste en las explicaciones dadas a los televidentes por Jinks acerca de sus planes para atrapar a Pixie y a Dixie. Sin embargo sus intentos por atraparlos son siempre anulados por la inteligencia de los dos roedores.

## Personajes
- Pixie: Es un ratón de color gris. Tiene tres pelos negros sobre la cabeza. Usa una corbata de moño redonda de color azul. Su acento doblado es un tanto mexicanizado.
- Dixie: Es otro ratón de color gris. Tiene un flequillo en la cabeza. Usa un chalequito rojo. Su acento en el doblaje es cubano.
- Mister o El Gato Jinks: Este es un gato de color anaranjado oscuro. Con corbata de moño de color azul . Luce un pequeño crespón en la frente. Manos y pies de color hueso. Su acento es andaluz, como tal demuestra al ser "mu rezalao". La frase peculiar de Jinks es: "¡mizerableh roedoreh!" y "¡Marditoh roedoreh!". (El original en inglés dice I hate those mice to pieces!, "¡Despedazaría de odio a esos ratones!").[1]

## Doblaje
Característica notable en el doblaje mexicano de la serie son los acentos de los personajes.
- Pixie tiene el acento típico de los pobladores del centro de México; Eugenia Avendaño, Amparo Garrido y Jorge Arvizu en la cuarta temporada, son los encargadas de doblar a Pixie.
- Dixie habla con el acento cubano. Estrellita Díaz, Carmita Arenas (temporadas 1-3) y Sergio de Bustamante (temporada 4) se encargan de prestar su voz.
- Jinks posee el acento típico de los andaluces, a cargo del doblador sevillano Florencio Castelló en las 3 primeras temporadas, mientras que Alejandro Ciangherotti le dio la voz en la cuarta temporada. Debido a su acento andaluz, es el personaje más querido y recordado por el público.
- Tanto Dixie como Jinks estaban interpretados por Daws Butler en la versión original.[1]
- En la cuarta temporada, debido al cambio de estudio, los personajes pasan a tener acento neutro, causando que estos episodios sean los menos recordados.

## Episodios

### Anotaciones
- La serie Pixie, Dixie y el gato Jinks cuenta con un total de 57 episodios originales, de los 62 que se emitieron en total contando los repetidos.
- Los episodios quedaron repartidos en tres temporadas, emitidas conjuntamente a los episodios de Huckleberry Hound, el Oso Yogui (ésta solo en las dos primeras temporadas) y Lobo Hokey (el resto de la temporada).
- La Primera Temporada de Pixie, Dixie y el Gato Jinks, constaba de 20 episodios, de los cuales 4 fueron episodios repetidos. Comenzó a emitirse dentro del Show de Huckleberry Hound entre octubre de 1958 y marzo de 1959. El diálogo está a cargo de Charles Shows.
- La segunda temporada contó con 14 capítulos de los cuales 2 fueron reposiciones y se emitió íntegra durante marzo de 1959 y octubre de 1960. A partir de esta temporada el guion de los episodios está a cargo de Warren Foster.
- La tercera temporada comenzó en octubre de  1960 y terminó en octubre de 1961 y llenó 18 episodios.

### Lista de episodios

#### Primera Temporada (1958-1959)
| #S | #T | Título en español (Original)                     | Emisión original        | Notas                                     |
| --- | -- | ------------------------------------------------ | ----------------------- | ----------------------------------------- |
| 1 | 1  | El primo Tex (Cousin Tex)                        | 2 de octubre de 1958    | Primer episodio emitido pero no producido |
| Pixie y Dixie reciben la grata visita de su primo tejano Tex, ratón grandote muy bragado. Cuando Jinks se entera también intenta hacer pasar a Tex por el aro. Pero el primito acostumbrado a tratar con reses no se amilana y lacea a Jinks dejándolo atado como una morcilla. Jinks harto de recibir golpes llama a su propio primo tejano, pero cuando este llega, resulta ser un gatito pequeñito y endeble.                  |    |                                                  |                         |                                           |
| 2 | 2  | La lección de judo (Judo jack)                   | 9 de octubre de 1958    | Segundo episodio producido                |
| Pixie y Dixie, cansados de que Jinks los golpea con el sartén, contratarán a un ratón Judoca para acabar con los juegos de Jinks. |    |                                                  |                         |                                           |
| 3 | 3  | El gato mecánico (Kit Kat Kit)                   | 16 de octubre de 1958   | Tercer episodio producido                 |
| Jinks fatigado de perseguir a Pixie y Dixie decide construir un robot que haga el trabajo por él. |    |                                                  |                         |                                           |
| 4 | 4  | Ratones invisibles (Jinks' Mice Device)          | 23 de octubre de 1958   |                                           |
| Jinks ha creado un aparato que prueba con Pixie y Dixie. El cree que con él ha hecho desaparecer a los ratones pero tiene razón a medias. Lo que ha conseguido es hacerlos invisibles. Y ahora sin que los pueda ver Pixie y Dixie campan a sus anchas haciéndole la vida imposible. Los ratones son felices y creen por fin que pueden estar a salvo del gato, pero no cuentan con que Jinks no es tan tonto como ellos piensan. |    |                                                  |                         |                                           |
| 5 | 5  | Balas piratas (Pistol Packin´ Pirate)            | 30 de octubre de 1958   | Primer episodio producido                 |
| Jinks, Pixie y Dixie están a bordo de un barco pirata. |    |                                                  |                         |                                           |
| 6 | 6  | Miedigatitis (Scaredycat Dog)                    | 6 de noviembre de 1958  |                                           |
| Pixie y Dixie compran un perro que por desgracia le tiene pánico a los gatos. Ellos intentan curarle el miedo enfrentándolo a Jinks. Pero la cosa no acaba de funcionar. |    |                                                  |                         |                                           |
| 7 | 7  | La escuela (Little Bird Mouse)                   | 13 de noviembre de 1958 |                                           |
| Pixie y Dixie acuden a la escuela ratón donde aprenden muchas cosas. Entre ellas que los ratones no vuelan. Pero conocen a un colibrí del que aprenden a mover las orejas y aprenden a volar dejando a Jinks en ridículo. |    |                                                  |                         |                                           |
| 8 | 8  | La fábrica de queso (Jiggers … It´s Jinks!)      | 20 de noviembre de 1958 |                                           |
| 9 | 9  | El Fantasma del Caribe (The Ghost whit the Most) | 27 de noviembre de 1958 |                                           |
| Jinks con sus juegos llega demasiado lejos, ahora ha pasado de la escoba mojada a dar sartenazos a los ratones. En esta deja K.O a Pixie y piensa haberlo matado. En lo que aprovechan los ratones para jugar ahora con Jinks y espantarlo. |    |                                                  |                         |                                           |
| 10 | 10 | El As del Espacio (The Ace of the Space)         | 4 de diciembre de 1958  |                                           |
| Un ratón del espacio se presenta en la casa de Jinks. Este recibirá una sorpresa al no tomárselo en serio. |    |                                                  |                         |                                           |
| 11 | 11 | El Hijo de Jinks (Jinks Junior)                  | 11 de diciembre de 1958 | Reposicionado                             |
| Jinks intenta enseñarle a su hijo los usos y costumbres de los gatos. Pero su hijo no dejará de sorprenderle. |    |                                                  |                         |                                           |
| 12 | 12 | Jinks El Mayordomo (Jinks The Butler)            | 25 de diciembre de 1958 |                                           |
| Jinks ha sido reclamado para servir de mayordomo. Pixie y Dixie no están conformes e intentarán sabotearle. |    |                                                  |                         |                                           |
| 13 | 13 | La Alfombra Voladora (Jinks The Flying Carpet)   | 1 de enero de 1959      | Reposicionado                             |
| Jinks ha conseguido una alfombra con la que puede volar. La cosa se presenta prometedora, sin embargo ser piloto de alfombras conlleva muchos más peligros de los que a simple vista parece. |    |                                                  |                         |                                           |
| 14 | 14 | Como perros y gatos (Puppet Pals)                | 15 de enero de 1959     |                                           |
| Jinks y el perro se han hecho amigos. Pixie y Dixie quieren romper esta amistad con una marioneta pero el tiro les saldrá por la culata. |    |                                                  |                         |                                           |
| 15 | 15 | La Marca del Ratón (Mark Of The Mouse)           | 22 de enero de 1959     | Reposicionado                             |
| Emulando a su héroe televisivo, el Espadachín Ratón. Un ratón enmascarado se convertirá en la pesadilla de Jinks. |    |                                                  |                         |                                           |
| 16 | 16 | La fórmula encogedora (Dinky Jinks)              | 5 de febrero de 1959    |                                           |
| Jinks dedicándose a jugar con química tomará una poción que le convertirá en un pigmeo. Por fin sabrá lo que se siente al ser el pequeño perseguido por los grandes. |    |                                                  |                         |                                           |
| 17 | 17 | Sorpresa Hipnótica (Hypnotize Surpise)           | 12 de febrero de 1959   | Reposicionado                             |
| Pixie y Dixie oyen hablar del hipnotismo y se preguntan si esto funcionaría para controlar a Jinks. Lo prueban y al principio parece funcionar. |    |                                                  |                         |                                           |
| 18 | 18 | El gatito huérfano (Nice Mice)                   | 26 de febrero de 1959   |                                           |
| Pixie y Dixie se encuentran a un gatito abandonado y deciden encargarse de él. |    |                                                  |                         |                                           |
| 19 | 19 | El guardaespaldas (King- Size surprise)          | 5 de marzo de 1959      |                                           |
| Un perro pierde su placa en el sótano de la casa de Pixie y Dixie y los ratones le ayudan. En agradecimiento, el perro se ofrece a ayudarles cada vez que griten la palabra ¡Auxilio! lo cual usan contra Jinks. |    |                                                  |                         |                                           |
| 20 | 20 | La Siesta (Cat- Nap Cat)                         | 12 de marzo de 1959     |                                           |
| Jinks quiere echarse una siesta tranquilo, pero Pixie y Dixie están dispuestos a echársela a perder. |    |                                                  |                         |                                           |

#### Segunda Temporada (1959-1960)
| #S | #T | Título en español (Original)              | Emisión original         | Notas                                     |
| --- | -- | ----------------------------------------- | ------------------------ | ----------------------------------------- |
| 21 | 1  | La gran pelea (Mouse – Nappers)           | 19 de marzo de 1959      |                                           |
| Después de que Jinks saca de la casa a Pixie y Dixie, otro gato se los quiere llevar, a lo que Jinks intentará recuperar sus ratones. |    |                                           |                          |                                           |
| 22 | 2  | El Boxeador australiano (Boxing Buddy)    | 26 de marzo de 1959      | Último episodio escrito por Charlie Shows |
| Una caja de un camión cae y deja suelto a un cangurito boxeador. Pixie y Dixie lo recogen y lo cuidarán pero Jinks lo tomará por un ratón gigante y el cangurito le dará unos merecidos golpes de boxeo.                                                                    |    |                                           |                          |                                           |
| 23 | 3  | Está despedido (Sour Puss)                | 12 de septiembre de 1959 |                                           |
| Después de que Jinks mandara a los ratones al polo norte, el mayordomo despide a Jinks por no haber ratones en la casa, a lo que Jinks va al polo norte a buscar a los ratones y así recuperar su empleo.                                                                   |    |                                           |                          |                                           |
| 24 | 4  | Robots luchadores (Rapid Robot)           | 19 de septiembre de 1959 |                                           |
| Jinks crea un gato mecánico para atrapar a Pixie y Dixie, pero las cosas se complican cuando los ratones crean un perro robot. |    |                                           |                          |                                           |
| 25 | 5  | Rey tamaño poodle(King Size Poodle)       | 26 de septiembre de 1959 |                                           |
| Un león fugitivo se esconde en el jardín de la casa de Jinks. Pixie y Dixie para camuflarlo lo esquilan dándole el aspecto de un perro poodle. Eso sí enorme. |    |                                           |                          |                                           |
| 26 | 6  | Petro ventrílocuo(Hi Fido)                | 3 de octubre de 1959     |                                           |
| Pixie y Dixie hacen creer a Jinks que hay un perro donde no lo hay para librarse de él. |    |                                           |                          |                                           |
| 27 | 7  | El primo Vampirito (Batty Bat)            | 10 de octubre de 1959    |                                           |
| Pixie y Dixie se encuentran con su primo murciélago. |    |                                           |                          |                                           |
| 28 | 8  | El Gallito mexicano (Mighty Mite)         | 17 de octubre de 1959    |                                           |
| Jinks se las tendrá que ver con un gallo avezado en peleas. |    |                                           |                          |                                           |
| 29 | 9  | Canaritis(Bird Brained Cat)               | 24 de octubre de 1959    |                                           |
| A la casa de Jinks llega un canario. Jinks no puede resistir la tentación de comérselo, pero si lo hace será puesto de patitas en la calle. Pixie y Dixie tendrán que ayudarle esta vez.                                                                                    |    |                                           |                          |                                           |
| 30 | 10 | Un buen vecino (Lend Lease Meece)         | 31 de octubre de 1959    |                                           |
| Jinks decide hacer un negocio de arrendar a Pixie y Dixie a otros gatos. |    |                                           |                          |                                           |
| 31 | 11 | Una buena, buena hada (A Good Good Fairy) | 7 de noviembre de 1959   |                                           |
| Una hada ayudará a Pixie y Dixie a librarse de Jinks. |    |                                           |                          |                                           |
| 32 | 12 | Jinks en el cielo (Heavens To Jinsky)     | 14 de noviembre de 1959  |                                           |
| Después de que Jinks muere, una voz ancestral le advierte que si no es bueno con Pixie y Dixie se irá para abajo, por lo que al obtener otra oportunidad, decide ser bueno con los ratones.                                                                                 |    |                                           |                          |                                           |
| 33 | 13 | Fiebre de peces dorados (Goldfish Fever)  | 21 de noviembre de 1959  |                                           |
| Jinks tiene una fiebre de peces dorados al ver peces de oro en la casa de al lado, pero se le obstruirá a al ver un perro en la casa vecina. |    |                                           |                          |                                           |
| 34 | 14 | Arnold, el falso andaluz (Pushy Cat)      | 28 de noviembre de 1959  |                                           |
| Un gato llamado Arnold se hace pasar por amigo de Jinks cuando el verdadero propósito es atrapar a Pixie y Dixie. |    |                                           |                          |                                           |
| 35 | 15 | ¡Vive la sabot! (Puss In Boats)           | 5 de diciembre de 1959   |                                           |
| Pixie y Dixie se van de la casa, a lo que Jinks al no poder vivir sin ellos intentará buscar a sus dos amigos, pero las cosas se interpondrán al haber un gato francés en el barco.                                                                                         |    |                                           |                          |                                           |
| 36 | 16 | El cohete de Jinks (High Jinks)           | 11 de septiembre de 1960 |                                           |
| Jinks construye un cohete con la intención de enviar a Pixie y Dixie al espacio. Pero como este cae cerca, Jinks se arrepiente y va en busca de sus amigos para regresarlos a casa. Sin embargo Pixie y Dixie creen haber viajado a la luna y que ésta está hecha de queso. |    |                                           |                          |                                           |
| 37 | 17 | Ratones blancos (Price for Mice)          | 18 de septiembre de 1960 |                                           |
| Jinks lee en el periódico que venden ratones blancos, a lo que les hace pensar a Pixie y Dixie que están pasados de moda para así pintarlos de blanco y poder venderlos. |    |                                           |                          |                                           |
| 38 | 18 | El Gato Aristócrata (Plutocrat Cat)       | 25 de septiembre de 1960 |                                           |
| 39 | 19 | El Flautista de Sevilla (Pied Piper Pipe) | 2 de octubre de 1960     |                                           |
| Jinks lee el cuento del Flautista de Hamelín, y construirá una flauta para manipular a Pixie y Dixie. |    |                                           |                          |                                           |

#### Tercera Temporada (1960-1961)
| #S | #T | Título en español (Original)                                  | Emisión original         | Notas                       |
| --- | -- | ------------------------------------------------------------- | ------------------------ | --------------------------- |
| 40 | 1  | Amor a la francesa (Woo For Two)                              | 9 de octubre de 1960     |                             |
| Jinks se enamoró de la gata vecina de al lado, pero ella estaba comprometida con otro gato, a lo que Pixie y Dixie solucionarán el problema.                                                                    |    |                                                               |                          |                             |
| 41 | 2  | El cumpleaños de Jinks (Party Peeper Jinks)                   | 16 de octubre de 1960    |                             |
| Jinks cumple años y le espera algo especial, pero al final todo acaba del revés. |    |                                                               |                          |                             |
| 42 | 3  | Un pato sabio (A Wise Quack)                                  | 23 de octubre de 1960    |                             |
| Un pato entra al plato de agua de Jinks, cuando este se da cuenta, echa al pato afuera de la casa, pero las cosas se complican cuando hay temporada de patos.                                                   |    |                                                               |                          |                             |
| 43 | 4  | El gato del espacio (Misile Bound Cat)                        | 30 de octubre de 1960    |                             |
| Jinks intenta convencer a Pixie y Dixie que no existe el "Gato del Espacio", pero todo se complica cuando llega el ser espacial.                                                                                |    |                                                               |                          |                             |
| 44 | 5  | La Semana de ser bueno con los animales (Kind To Meeces Week) | 6 de noviembre de 1960   |                             |
| Jinks debe pasar una semana, portándose bien con Pixie y Dixie. |    |                                                               |                          |                             |
| 45 | 6  | Un viaje gratis (Crew Cat)                                    | 13 de noviembre de 1960  |                             |
| Jinks lleva a Pixie y Dixie a bordo de un barco para conseguir trabajo deshaciéndose de ratones. Sabiendo que han sido utilizados, los ratones se vengarán de Jinks.                                            |    |                                                               |                          |                             |
| 46 | 7  | El seguro de Jinks (Jinksed Jinks)                            | 20 de noviembre de 1960  |                             |
| Jinks contrata una póliza de seguros a Pixie y Dixie, para cobrar dinero en caso de que éstos sufran un accidente, a lo que el intentará que se lastimen accidentalmente.                                       |    |                                                               |                          |                             |
| 47 | 8  | Andaluz desgravitado (Light Headed Cat)                       | 27 de noviembre de 1960  |                             |
| Jinks al darse cuenta de que participa en un experimento científico que le quitará la gravedad, intenta volver a casa, pero no contaba que un mono activara el dispositivo de gravedad.                         |    |                                                               |                          |                             |
| 48 | 9  | Ratones a la renta (Mouse for Rent)                           | 4 de diciembre de 1960   |                             |
| Jinks decide montar un negocio alquilando a Pixie y a Dixie a otros gatos. |    |                                                               |                          |                             |
| 49 | 10 | La mala suerte de Jinks (Jinks´ Jinx)                         | 18 de agosto de 1961     |                             |
| Jinks recibe la visita de un antiguo amigo y este le recuerda su gran fiereza como cazador de ratones, a lo que Pixie y Dixie lo convencerá de que trae mala suerte.                                            |    |                                                               |                          |                             |
| 50 | 11 | La Herencia (Fresh Heir)                                      | 25 de agosto de 1961     |                             |
| Jinks ha heredado de la difunta Sra. Smithers una antigua mansión y se muda, dejando atrás a Pixie y Dixie. Así que los dos intentaran asustar a Jinks embrujando la mansión para que regrese a casa.           |    |                                                               |                          |                             |
| 51 | 12 | El Ratón poderoso (Strong Mouse (Hercules))                   | 1 de septiembre de 1961  |                             |
| Jinks se hace amigos de Pixie y Dixie a lo que no le gusta a Gus y a los muchachos, mientras tanto llega el primo de los dos ratones "Hércules", engañando a Jinks, Gus y a los muchachos.                      |    |                                                               |                          |                             |
| 52 | 13 | El Ratón de Bombay (Bombay Mouse)                             | 8 de septiembre de 1961  |                             |
| Pixie y Dixie reciben la visita de un ratón de la India llamado Tabu, a lo que le mostrará trucos de magia a Jinks.                                                                                             |    |                                                               |                          |                             |
| 53 | 14 | Cazador Cazado (Mouse Trapped)                                | 15 de septiembre de 1961 |                             |
| Jinks para engañar a los ratones crea una ratoncita mecánica, a lo que Pixie y Dixie caen en la trampa. |    |                                                               |                          |                             |
| 54 | 15 | El Mago Jinks (Magician Jinks)                                | 22 de septiembre de 1961 |                             |
| Jinks intenta aprender magia para hacer desaparecer a Pixie y Dixie pero la magia es caprichosa. |    |                                                               |                          |                             |
| 55 | 16 | Los Astrorratonautas (Meece Missiles)                         | 29 de septiembre de 1961 |                             |
| Jinks intentará deshacerse de Pixie y Dixie con un globo, pero todo se complica cuando llegan las fuerzas aéreas.                                                                                               |    |                                                               |                          |                             |
| 56 | 17 | El gato sin hogar (Homeless Jinks)                            | 6 de octubre de 1961     |                             |
| Un mayordomo echa a Jinks al no haber ratones en la casa, a lo que Pixie y Dixie cambiarán de parecer al mayordomo.                                                                                             |    |                                                               |                          |                             |
| 57 | 18 | La Súper Pulga (Home Flea)                                    | 13 de octubre de 1961    | Último episodio de la serie |
| Una pulga forzuda se hace amigo de Pixie y Dixie, a lo que le dicen que se refugie en Jinks, a lo que la pulga al ver que el gato está molestando a los ratones con la escoba, le hará una fobia con la escoba. |    |                                                               |                          |                             |

## Otras apariciones
- Después de la cancelación de The Huckleberry Hound Show, los tres personajes del programa aparecen más tarde como integrantes del equipo de los Yogi -Yogi en la serie animada Las olimpiadas de la risa (1977).

- Pixie, Dixie y Mr. Jinks aparece en el episodio de The Yogi Bear Show (de 1961 al 1962): "Yogi's Birthday Party".

- Pixie, Dixie y Mr. Jinks hacen cameos no habladores y el inicio del título en Yogi's Gang (de 1973).

- Pixie, Dixie y Mr. Jinks aparece en unos episodios de Yogi's Treasure Hunt (de 1985).

- Pixie y Dixie aparece en el segmento "Fender Bender 500" de Wake, Rattle, and Roll (de 1990), conduciendo a queso modelado monstruo camioneta llamada Chedder Shredder. Pixie fue interpretada por Don Messick y Dixie fue por Patric Zimmerman.

- En Yo Yogi! (de 1991), Pixie y Dixie (interepretan de nuevo por Don Messick y Patric Zimmerman) vive en una tienda de queso y perseguida por Mr. Jinks (interpretada por John Stephenson).

- En Harvey Birdman, El Abogado (de 2000), Pixie y Dixie hacen cameos en estos episodios fueron "Shazzan", "Juror in Court" y "The Death of Harvey".

- En el Videojuego Harvey Birdman, El Abogado (de 2008), Pixie y Dixie hacen cameos en el caso número 3.

## Pixie, Dixie y Mr. Jinksen otros idiomas
- Portugués:Plic e Ploc & Chuvisco
- Francés: Pixie, Dixie et Jules
- Alemán: Pixie und Dixie
- Húngaro: Inci és Finci
- Italiano: Pixi, Dixi e Ginxi
- Japonés: チュースケとチュータ (Chūsuke to Chūta)
- Checo: Pišta a Fišta (Mr. Jinks es llamado Bigotón)
- Polaco: Pixie, Dixie i Pan Jinks
- Turco: Bıcır, Gıcır & Tırmık
- Serbocroata: Piksi i Diksi